# Malibu's Most Wanted
Malibu's Most Wanted (no Brasil, Sequestro em Malibu; em Portugal, O Mais Procurado) é um filme de comédia estadunidense de 2003 escrita e estrelada por Jamie Kennedy e co-estrelada por Taye Diggs, Anthony Anderson, Blair Underwood, Regina Hall, Damien Dante Wayans, Ryan O'Neal e Snoop Dogg. Este filme é escrito pelos criadores da MADtv, Fax Bahr e Adam Small, que também são produtores. O personagem "Brad-G" (uma paródia do personagem de Eminem "B-Rabbit" no filme 8 Mile) apareceu originalmente no show de câmera escondida The Jamie Kennedy Experiment, mas começou em sua rotina de comediante stand-up.
O filme recebeu principalmente críticas negativas. Ele tem 31% de Rotten Tomatoes, com o consenso geral sendo "O filme tem uma boa ideia satírica e faz algumas coisas boas com isso, mas não o suficiente". Malibu's Most Wanted foi lançado em VHS e DVD em 9 de setembro de 2003.

## Sinopse
O filme é centrado sobre a vida familiar de Bill Gluckman, um rico  senador judeu de Malibu, na Califórnia que está concorrendo para o cargo de governador da Califórnia. Seu filho Brad é um mauricinho que quer ser "Rapper", preferindo ser chamado pelo apelido de "Brad-G" apesar de levar uma vida rica e protegida. Como resultado, os membros da campanha política do Sr. Gluckman preocupam-se com o comportamento de Brad, que poderia arruinar as chances de seu pai de ser eleito.
Os membros da equipe de campanha contratam dois atores, que não conhecem a vida no interior da cidade de Brad-G, para atuar como membros de gangues, e sequestrá-lo, e levá-lo para South Central, Los Angeles, onde eles esperam que Brad se transfore em um "branco com medo" depois de testemunhar o que a vida do interior da cidade realmente é. Infelizmente para todos os envolvidos, o plano dá errado depois que Brad tenta associar-se com membros da gangue local e, posteriormente, ele e os atores contratados, envolvem-se em apuros.

## Elenco
| Ator                | Personagem             |
| ------------------- | ---------------------- |
| Jamie Kennedy       | Brad "Brad-G" Gluckman |
| Taye Diggs          | Sean                   |
| Anthony Anderson    | PJ                     |
| Regina Hall         | Shondra                |
| Blair Underwood     | Tom Gibbons            |
| Damien Dante Wayans | Tec                    |
| Ryan O'Neal         | Bill Gluckman          |
| Bo Derek            | Bess Gluckman          |
| Jeffrey Tambor      | Dr. Feldman            |
| Kal Penn            | Hadji                  |
| Nick Swardson       | Mocha                  |
| Keili Lefkovitz     | Monster                |
| Kellie Martin       | Jen                    |
| Greg Grunberg       | Brett                  |
| J. P. Manoux        | Gary                   |
| Terry Crews         | Bola 8                 |
| Noel Gugliemi       | Rabugento              |

### Outros personagens
- Snoop Dogg (voz do rat)
- Mike Epps (DJ do club)
- Felli Fel
- Hi-C
- Young Dre The Truth
- Drop da Bomb
- Hal Fishman
- Big Boy

## Trilha sonora
A trilha sonora contendo hip hop foi lançado em 15 de abril de 2003 por Universal Records.

### Listas de faixas
1. "Girls, Girls"- 4:25 (Snoop Dogg e Jamie Kennedy)
2. "I Told Ya"- 2:56 (Grandaddy Souf)
3. "Most Wanted in Malibu"- 2:47 (Baby Jaymes e Jamie Kennedy)
4. "Chug-A-Lug"- 4:36 (Pastor Troy)
5. "Really Don't Wanna Go"- 3:56 (David Banner e B-Flat)
6. "Crush on You"- 3:55 (Mario Winans e Mr. Cheeks)
7. "Blah Blah Blah Blah"- 2:58 (702 (band)|702)
8. "In Here Ta Nite"- 3:59 (Rated R)
9. "That's Dirty"- 4:13 (Dirty (group)|Dirty e Mannie Fresh)
10. "Play That Funky Music"- 4:23 (Hi-C (rapper)|Hi-C, Kokane, Young Dre The Truth|Young Dre e Drop)
11. "I Want You Girl"- 4:20 (Butch Cassidy (singer)|Butch Cassidy)
12. "California"- 3:30 (Akia (singer)|Akia e Kareem Osbourne)
13. "Choppa Style"- 4:30 (Choppa e Master P)
14. "Get Back"- 3:32 (Silkk the Shocker, Curren$y e 504 Boyz)